# Kênh marketing
Kênh marketing là cách phân chia trong quá trình marketing, bán hàng của một công ty.

## Các loại kênh marketing
1. Kênh trực tiếp: không có trung gian, nhà sản xuất bán hàng thẳng cho người tiêu dùng. Có ba cách bán hàng trực tiếp:

- Bán đến từng nhà
- Bán tại cửa hàng giới thiệu sản phẩm
- Bán theo thư hoặc điện thoại đặt hàng

1. Kênh 1 cấp: chỉ có một trung gian bán hàng trong thị trường hàng tiêu dùng, đó là người bán lẻ. Trong thị trường hàng công nghiệp, đó là người môi giới hay đại diện bán hàng.
2. Kênh 2 cấp: có 2 trung gian marketing. Trong thị trường hàng tiêu dùng, đó thường là nhà bán sỉ và bán lẻ. Trong thị trường kỹ nghệ thì đó là bộ phận phân phối của công ty và các nhà buôn.
3. Kênh 3 cấp: có 3 trung gian phân phối. Thí dụ: Trong ngành nước ngọt, rượu bia có thể có thêm tổng đại lý hay đại lý bán buôn-người bán sỉ và người bán lẻ.